# Joanna Trzaska-Wieczorek
Joanna Sandra Trzaska-Wieczorek (ur. 1975 w Katowicach) – polska politolog, urzędnik państwowy, specjalistka w zakresie komunikacji, w latach 2010–2015 dyrektor Biura Prasowego w Kancelarii Prezydenta RP.

## Życiorys
W 1999 ukończyła studia na kierunku zarządzanie i marketing Akademii Górniczo-Hutniczej im. Stanisława Staszica w Krakowie, specjalizując się w zakresie strategii i technik public relations. W 2005 uzyskała stopień doktora nauk humanistycznych (specjalność nauki o polityce) na Wydziale Studiów Międzynarodowych i Politycznych Uniwersytetu Jagiellońskiego na podstawie pracy zatytułowanej Polityka personalna w procesie kształtowania i funkcjonowania administracji federalnej USA.
Pracowała w Międzywydziałowym Zakładzie Studiów Amerykańskich UJ, ponownie do pracy akademickiej powróciła w 2013. W 2001 rozpoczęła aplikację sejmową, w parlamencie pracowała do 2010, dochodząc do funkcji p.o. dyrektora Biura Prasowego. W 2010 objęła stanowisko dyrektora Biura Prasowego w Kancelarii Prezydenta Rzeczypospolitej Polskiej, stając się faktycznym rzecznikiem prasowym prezydenta Bronisława Komorowskiego.
W październiku 2015 objęła stanowisko dyrektora ds. PR w Infor Biznes, wydawcy „Dziennika Gazety Prawnej”, które zajmowała do sierpnia 2016. Od 2020 była odpowiedzialna za obszar relacji z mediami w polskim oddziale British American Tobacco. Później została rzeczniczką prasową Poczty Polskiej.

## Odznaczenia
W 2015, za wybitne zasługi w podejmowanej z pożytkiem dla kraju działalności publicznej i zawodowej, została odznaczona przez Bronisława Komorowskiego Krzyżem Kawalerskim Orderu Odrodzenia Polski.